# إكس فات
إكس فات (بالإنجليزية: exFAT) أو (بالإنجليزية: Extended File Allocation Table) هو نظام الملفات من مايكروسوفت تم تقديمه في عام 2006 حيث انه محسّن للإستخدام على الذاكرة الوميضية مثل محركات أقراص USB المحمولة و بطاقات SD. النظام مملوك لشركة مايكروسوفت وهي تمتلك براءات الاختراع على عدة عناصر من تصميم النظام.
exFAT اعتمد بطاقة SD جمعية الافتراضي ملف نظام SDXC بطاقات أكبر من 32 جيجا بايت.
تم اعتماد exFAT بواسطة SD Card Association (جمعية بطاقات SD) باعتباره نظام الملفات الافتراضي لبطاقات SDXC الأكبر من 32 GiB.

## انظر ايضاً
- تصميم نظام ملفات فات
- قائمة نظم الملفات